# I tre implacabili
I tre implacabili (Tres hombres buenos) è un film del 1963 diretto da Joaquín Luis Romero Marchent.
È considerato il primo film del filone Spaghetti western italo-spagnolo.

## Trama
Cesare Guzmán, proprietario di una fattoria la cui moglie viene uccisa da alcuni banditi, decide di vendicarsi con l'aiuto dei suoi due compagni d'avventura.

## Produzione
Venne girato in Spagna; in particolare gli esterni nel villaggio costruito da Eduardo Manzanos a Hoyo de Manzanares, vicino a Madrid.